# Sankt Anna skärgårdsmuseum

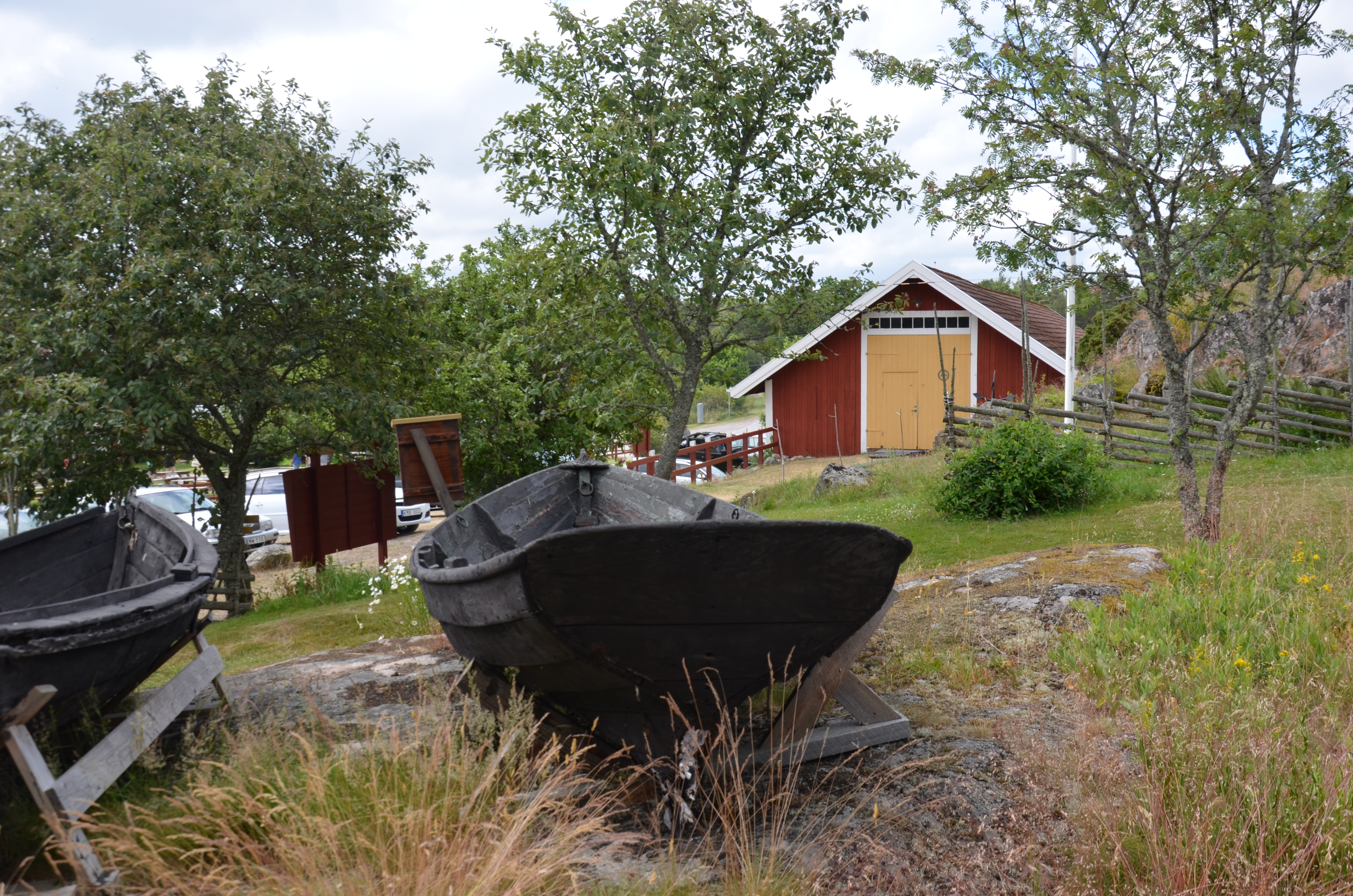
Sankt Anna skärgårdsmuseum

Sankt Anna skärgårdsmuseum är ett svenskt lokalhistoriskt museum i Tyrislöt i Söderköpings kommun i Östergötland.
Sankt Anna skärgårdsmuseum invigdes i juni 2000. Det ägs och drivs av Sankt Anna hembygdsförening och skildrar främst fiske och skärgårdsliv i Sankt Annas skärgård. I museets utställningshall finns bland annat tre olika slags bruksbåtar för fiske: en roddsump, en vanlig fiskeeka (segelöka) och en eka för notfiske (bräöka). 
Från Sankt Anna skärgårdsmuseum utgår en av hembygdsföreningen underhållen kultur- och naturstig på Norra Finnö.

## Fotogalleri

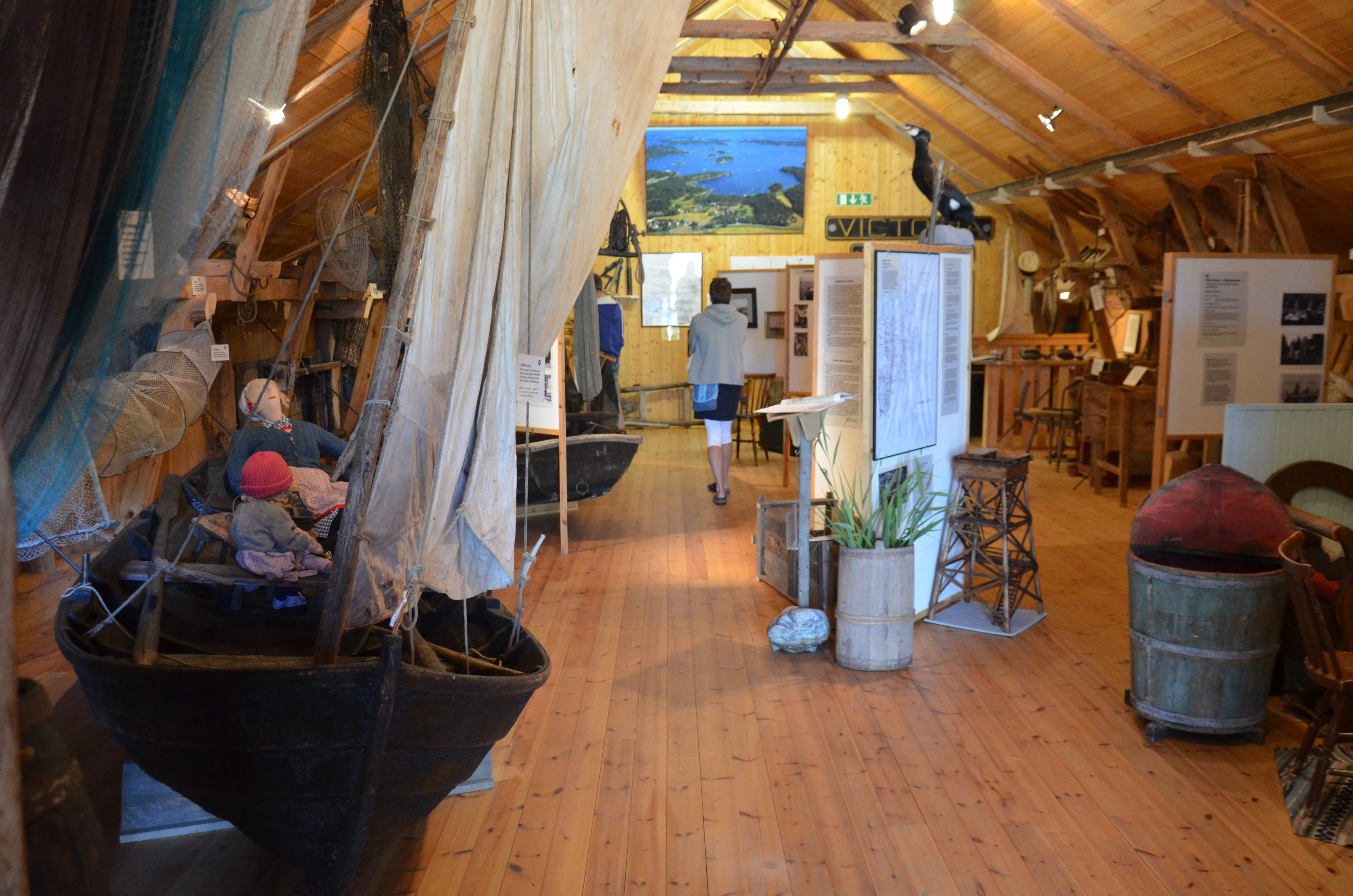
Interiör
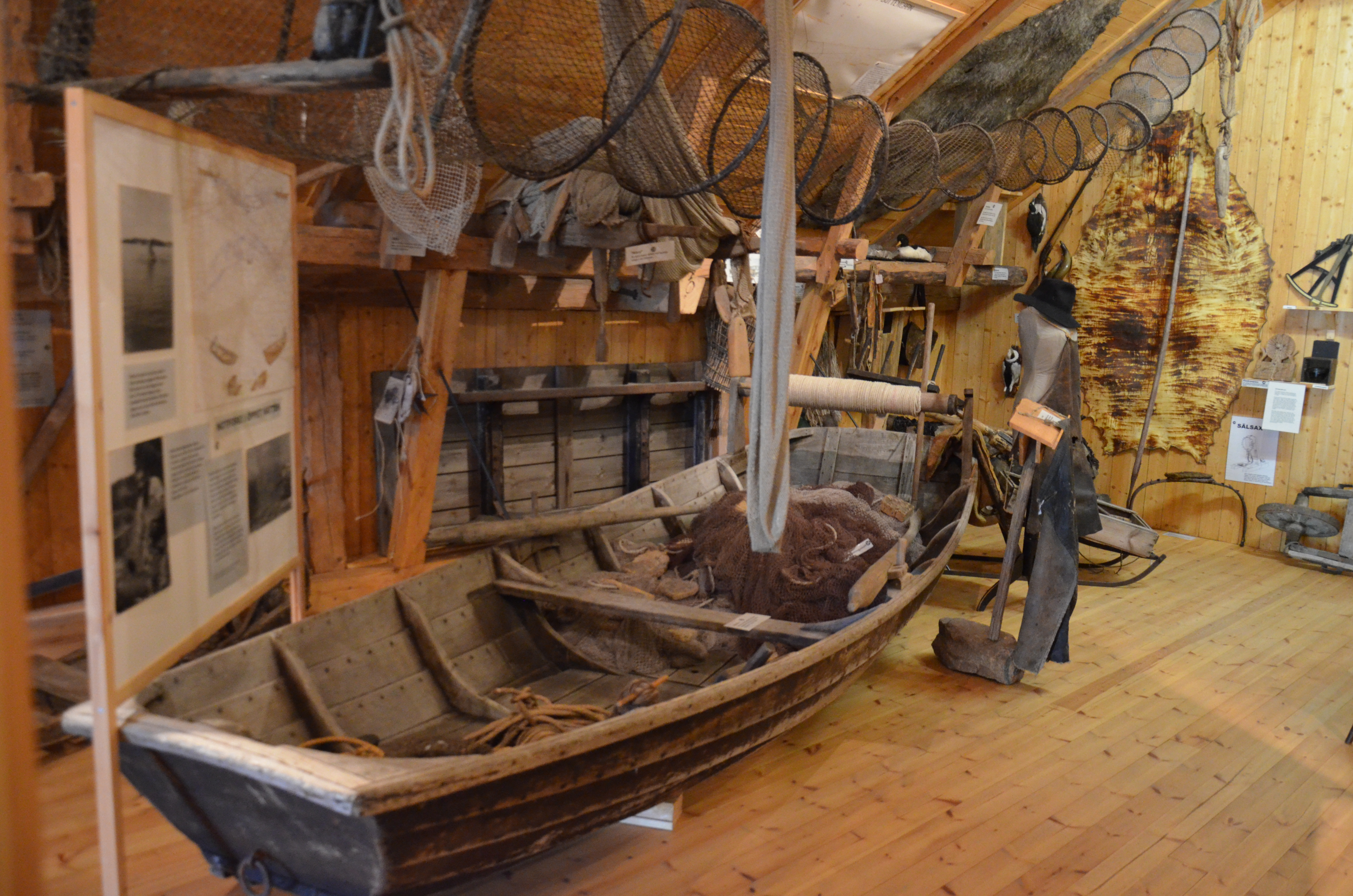
Notöka
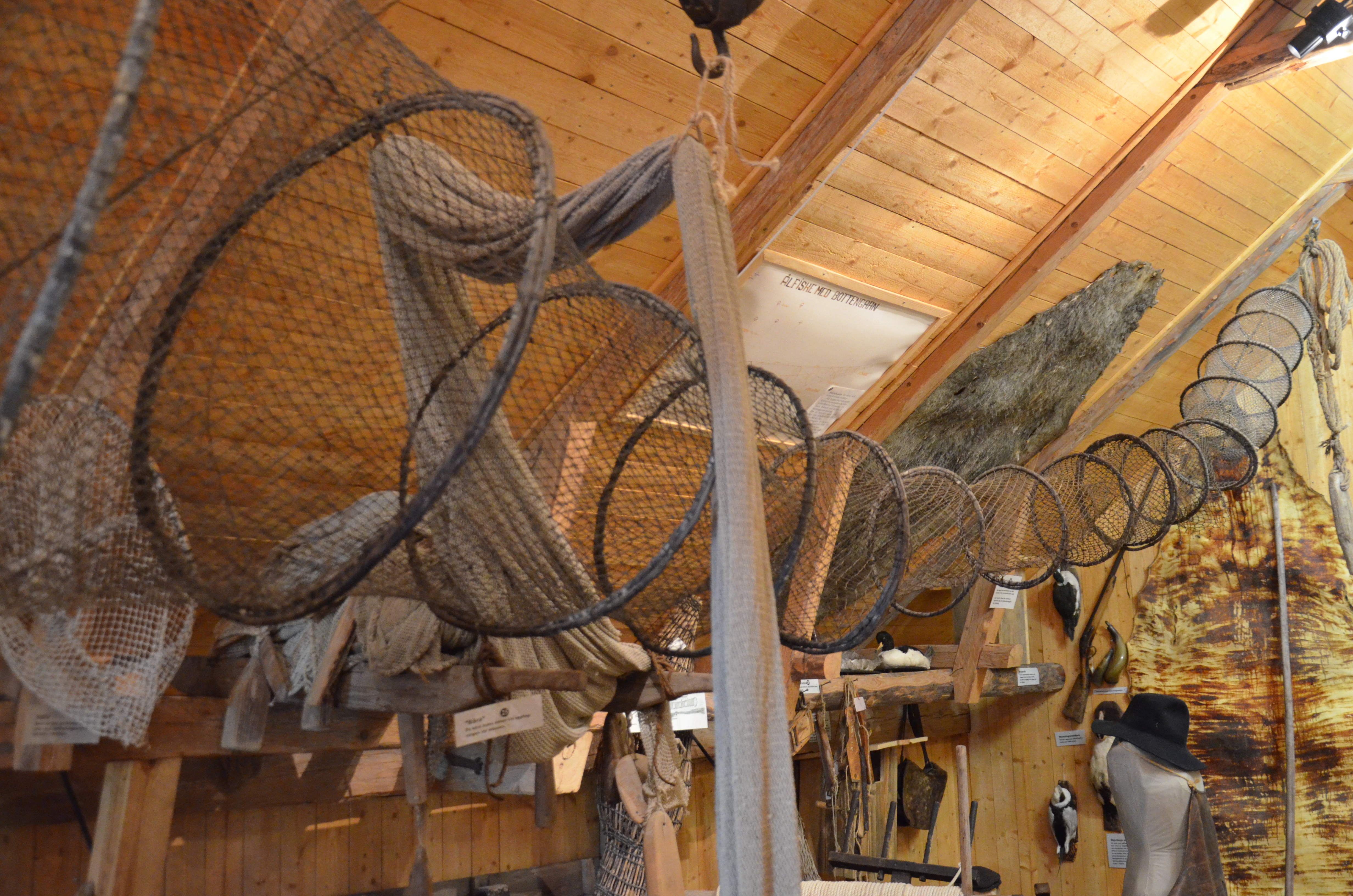
Ålhomma
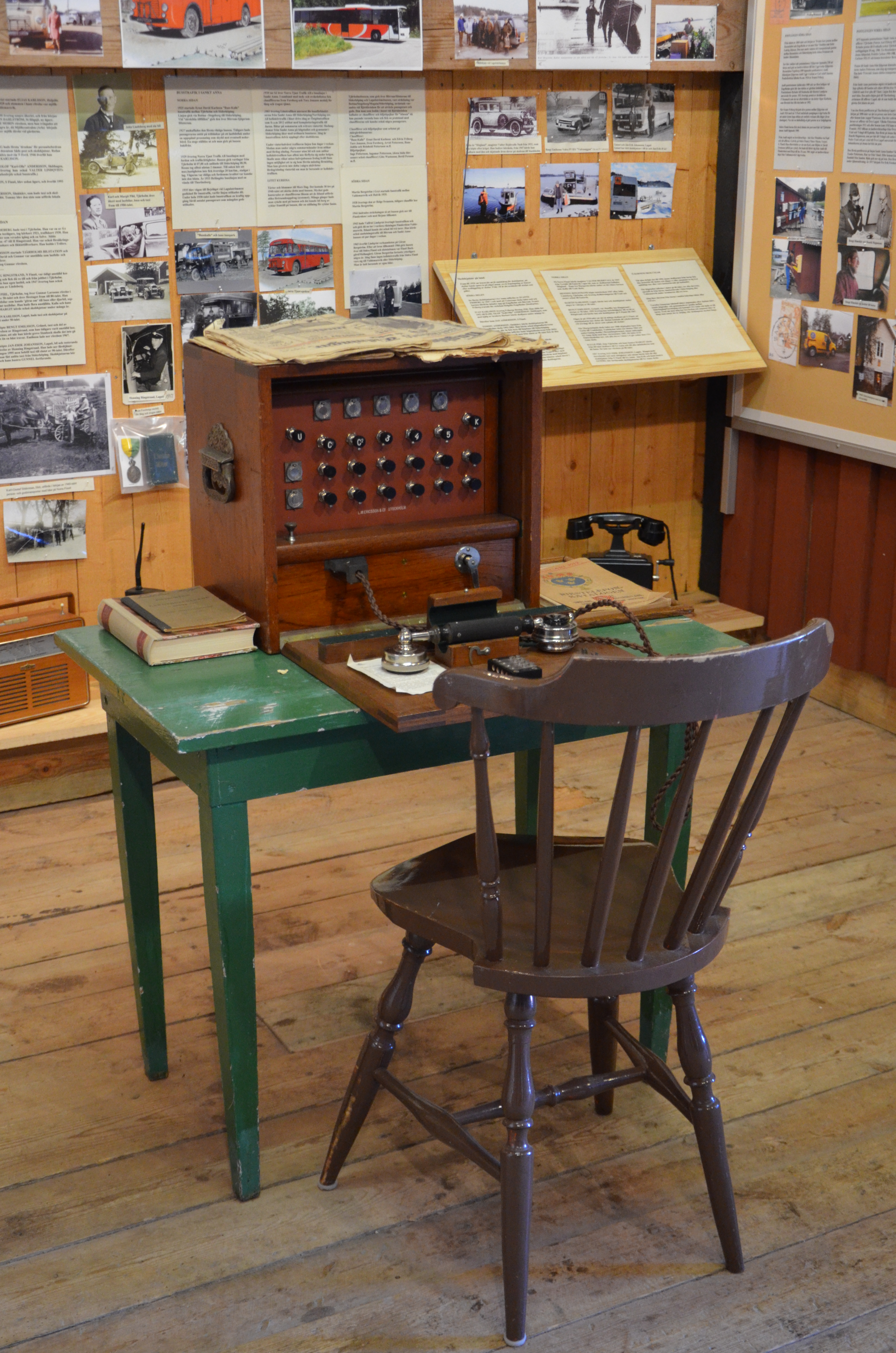
Sandens telefonväxel